# Leinavatn
Leinavatn är en sjö i Bardu kommun i Troms fylke i Norge.
Leinavatn har sin östra ända mycket nära gränsen till Sverige. Sjön ligger på 491 meters höjd över havet och har en yta på 28,3 km2. Den avvattnas via sjön Altevatnet.